# Der geheimnisvolle Klub
Der geheimnisvolle Klub è un film muto del 1913 diretto da Joseph Delmont.
Il nome del regista appare anche tra gli interpreti del film che è tratto da Il club dei suicidi, racconto del 1878 di Robert Louis Stevenson. Gli altri interpreti del film erano Fred Sauer, qui ai suoi esordi sullo schermo, e Ilse Bois, sorella dell'attore Curt Bois.

## Trama
Riluttante a credere che suo fratello si sia suicidato, Gerhard Bern si reca a Rotterdam con un detective e, aiutato dal console e dalla sua affascinante figlia Ilse, cercherà di scoprire la verità su una società segreta con cui suo fratello era legato. Quando un altro membro viene trovato morto, i suoi sospetti diventano ancora più forti. Entrambi gli uomini avevano polizze assicurative.

## Produzione
Il film fu prodotto dalla Richard Eichberg-Film GmbH e dalla Eiko Film GmbH

## Distribuzione
Distribuito dalla Exclusive Supply Corporation, uscì nelle sale cinematografiche tedesche il 18 novembre 1913. Sempre nel 1913, il film fu distribuito in Giappone (14 dicembre) e Paesi Bassi (29 dicembre). Nel maggio 1914, uscì negli Stati Uniti con il titolo The Mysterious Club.